# Det Tredje Rom
Det Tredje Rom er det teologiske og politiske koncept, der anser Moskva som Det antikke Roms arvtager, hvor den russiske verden viderefører Romerrigets eftermæle. Begrebet "Tredje Rom" henviser til det oprindelige antikke Rom ("første Rom") og det "andet Rom" (Konstantinopel som centrum for Østromerriget (Det Byzantinske Rige) med dets græsk-ortodokse religion. Konstantinopel blev indtaget af de muslimske osmanner i 1453, hvorefter den ortodokse kirke flyttede sit centrum til Rusland og Moskva.
Rusland og dets herskere kunne lide tanken om at være Romerrigets arvtager og anvendte dette koncept til at grundlægge det russiske imperium. Moskvas fyrster antog titlen zar med henvisning til det romerske cæsar og man overtog det byzantinske statsvåben som Ruslands våben, hvilket er forklaringen på den dobbelthovede ørn i våbnet.

## Koncept
Moskva som Det Tredje Rom er et teologisk og politisk koncept, der blev formuleret i 15. og 16. århundrede i Zar-Rusland.
I konceptet indgår tre forbundne ideer og begrundelser:
- En teologisk synsvinkel, der er knyttet til ideen om nødvendigheden og uafvendeligheden af den østlige ortodokse kirkes enhed.
- En social politisk synsvinkel, der udspringer af ideen om de østslaviske folks enhed bundet sammen af den kristne ortodokse tro og slavisk kultur.
- En statslig synsvinkel, hvorefter Moskvas fyrste er den øverste regent (suveræn og lovgiver) over de kristne østortodokse nationer og forsvarer af den østortodokse kirke. Kirken skulle således facilitere suverænens udøvelse af sine beføjelser som værende udsprunget af Guds nåde.[3]